# Lidová garda

Znak Lidové gardy

Lidová garda (polsky Gwardia Ludowa) byla komunistická vojenská odbojová organizace, působící během druhé světové války na území okupovaného Polska. Zřizena byla v lednu 1942 a fungovala do července 1944, kdy se stala součástí nově vzniklé Lidové armády (Armia Ludowa). V průběhu své existence poskytla malé množství zbraní Židovské bojové organizaci (Żydowska Organizacja Bojowa), která se podílela na povstání ve varšavském ghettu.